# Рене Ридлевич
Рене Ридлевич (собственото име на френски, фамилията на полски: René Rydlewicz, роден на 18 юли 1973 г. във град Форст, Германия) е професионален немски футболист играещ в Ханза Рощок в Немската Първа Бундеслига като полузащитник. От пристигането си в Росток през 2000 г. е изиграл над 200 мача.
Ридлевич започва кариерата си в регинолните дивизии. Първите му стъпки в професионалния футбол прави през 1992 г. когато започва да тренира за Байер Леверкузен. Преди това е бил в юношеските формации на клуба. Като професионален играч на Байер изиграва едва 15 мача и вкарва 1 гол. През 1994 г. напуска и заиграва за Мюнхен 1860. За две години престой там записва 46 мача и вкарва 2 гола. През 1996 г. се връща в Байер Леверкузен за кратко. През лятото на 1997 г. поема към Арминия Билефелд, където играе в продължение на 3 години. През 2000 г. подписва с Ханза Рощок и оттогава е неделима част от отбора.